# Tadeusz Giżycki
Tadeusz Giżycki herbu Gozdawa (ur. około 1720, zm. w 1801) – syn Bartłomieja, starosta zwinogrodzki, konfederat barski, szambelan Stanisława Augusta Poniatowskiego, kawaler orderu św. Stanisława w 1785, generał-adiutant buławy wielkiej koronnej, generał major wojsk koronnych w 1787, ojciec Franciszka Ksawerego.